# Centre hospitalier régional de Korhogo
Le Centre hospitalier régional (CHR) de Korhogo est un centre de santé de la région du Poro au nord de la Côte d'Ivoire. Le centre régional de Korhogo est créé en 1978, s'étend une superficie de 14 ha avec 52 bâtiments. Le CHR de Korhogo est le centre régional des quatre départements de la région. 

## Historique
Le centre hospilatier régional de Korhogo est situé dans la région du Poro au nord de la Côte d'Ivoire, précisément dans le District des savanes. L'infrastructure hospitalière s'étend sur 14 ha.
Dans la volonté du gouvernement ivoirien à moderniser les établissements sanitaires et à améliorer l’offre des soins sur toute l’étendue du territoire ivoirien, Le 15 décembre 2023, le CHR de Korhogo bénéficie du programme de réhabilitation et de mise aux normes des hôpitaux.

## Description
Le centre hospitalier régional de Korhogo est doté d'équipements ultramodernes de dernière génération entre autres, le scanner, les salles opératoires et des lits d'hospitalisation télécommandés, des équipements de radiologie moderne.
Le centre hospitalier régional de Korhogo dispose des services suivants : l'imagerie médicale, la médecine générale, l'obstétrique, la pédiatrie, la gynécologie, l'imagerie par résonance magnétique, l'Otorhinolaryngologie (ORL), ect... 

## Réhabitation
A l'aube de la tenue de la Coupe d’Afrique des Nations 2023 en Côte d'Ivoire, l'infrastructure hospitalière de la région du Poro situé dans la ville de Korhogo, connaît un vaste programme de réhabilitation afin d'assurer la couverture sanitaire de cette importante rencontre sportive. La première phase permet la réhabilitation de 17 bâtiments sur 52 bâtiments. La deuxième phase permet de réhabiliter 35 bâtimentsavec une capacité de 204 lits,. 
Le CHR de Korhogo dispose d'une Imagerie par résonance magnétique (IRM) depuis 26 octobre 2023 à l'occasion de la Coupe d'Afrique des Nations 2023.

## Distinction
Le 20 avril 2024, la direction générale du centre hospilatier régional de Korhogo organise une cérémonie de distinction des 21 meilleurs agents et services dudit centre de santé. 